# Phymatostetha birmanica
Phymatostetha birmanica är en insektsart som beskrevs av Jacobi 1905. Phymatostetha birmanica ingår i släktet Phymatostetha och familjen spottstritar. Inga underarter finns listade i Catalogue of Life.